# Los lunes al Gol
Los lunes al Gol fue un programa de televisión deportivo español que se emitió cada lunes en GOL. El programa fue presentado por Rodrigo Fáez, quien estuvo acompañado en cada programa por diferentes contertulios.

## Programación
En Los lunes al Gol se analizan los aspectos más relevantes de cada jornada, los mejores goles y paradas de la Primera División y de la Segunda División, así como los mejores detalles técnicos (taconazos, regates, etc,). En el programa también se ven las imágenes más curiosas y graciosas de la jornada. También hay una sección dedicada a todo el fútbol internacional, donde ponen los mejores goles de las grandes ligas europeas (Premier League, Bundesliga, Liga NOS, Serie A, etc) y ligas de otros continentes (Serie A (Brasil), Primera División de Argentina, MLS, etc) y que es presentado por Bruno Feliu, también conocido como "Kapo013". También es de destacar el rap que hace cada jornada el freestyler Blon, relacionado con lo más destacado de cada jornada.
También es de destacar el desafío que realizan cada semana unos youtubers elegidos por el programa. Estos son famosos por sus vídeos relacionados con el fútbol.
Al principio el programa se comenzó a emitir a las 22:00, sin embargo, en la actualidad comienza después, sobre las 23:00, ya que los lunes Gol suele emitir en abierto un partido de la Primera División. También hubo un periodo entre ambos, en la temporada 2016-17 en el que el programa comenzaba a las 20:30.
El programa cesó sus emisiones en 2018.